# Xolo Maridueña
Xolo Maridueña (* 9. června 2001 Los Angeles) je americký herec. Mezi jeho role patří Miguel Diaz v seriálu Cobra Kai na Netflixu, Victor Graham v televizním seriálu NBC Famílie a Jaime Reyes / Blue Beetle v připravovaném filmu DC Extended Universe Blue Beetle.